# Heart of the North
Heart of the North é um filme de aventura estadunidense dirigido por Lewis Seiler e escrito por Lee Katz e Vincent Sherman. O filme é estrelado por Dick Foran, Gloria Dickson, Gale Page, Allen Jenkins, Patric Knowles e Janet Chapman. Foi lançado pela Warner Bros. em 10 de dezembro de 1938. É baseado no romance de mesmo nome, escrito por William Byron Mowery.

## Elenco
- Dick Foran ...Sargento Alan Baker
- Gloria Dickson ...Joyce MacMillan
- Gale Page ...Elizabeth Spaulding
- Allen Jenkins ...Cabo Bill Hardsock
- Patric Knowles ...Cabo Jim Montgomery
- Janet Chapman ...Judy Montgomery
- James Stephenson ...Inspetor Stephen Gore
- Anthony Averill ...Constable Whipple
- Joe Sawyer ...Red Crocker
- Joe King ... Mac Drummond
- Russell Simpson ...Dave MacMillan